# Уред за рушење православних храмова (НДХ)
Уред за рушење православних храмова је у доба НДХ имао задатак организовати и реализовати рушење српских православних цркава у Независној држави Хрватској.

## Историја
Уред је основан 1941. у Загребу. Систематским радом уреда, срушено је до темеља, низ српских православних храмова. Неки храмови су касније претварани и у католичке. Рушења цркава су обично обављана минирањем. Повјереник главног усташког стана у Загребу, Прашка улица број 2, издао је 20. марта 1942. једну уредовну потврду. Из ње се види да је Ђуро Грижановић намјештен од тог уреда као грађевни палир и да је овлаштен довршити рушење објекта у Новом Топољу, као и спровести продају материјала, по посебно изданим упутама. Грижановић се 1. априла 1942. јавио општинском поглаварству у Гарчину гдје преузима 20 предмета порушене православне цркве у Новом Топољу. Записник о томе су потписали опћински биљеник Петар Милер и свједоци Фрањо Пенко и Лука Кузмановић. 
Исти случај је био и са православном црквом у Илоку. Подузетници Иван Ковачић и Јосип Краљ, пошто су срушили цркву, продавали су грађевински материјл рушевине, а ствари из цркве утоварали на жељезницу.
Из записника опћинског поглварства у Трњанима, од 13. јуна 1942., сазнаје се да је иста музејска комисија, у вези дописа бискупа др Акшамовића бр. 2733/1942 од 8. липња 1942. по предмету уређаја и ствари из срушених православних цркава у Трњанима и Клокочевику установила нешта слично. Из цркве у Трњанима један дио предмета се налазио на тавану опћинског поглварства, док је остале предмете повјереник из Загреба, који је довршио рушење цркве, продавао около шта је стигао. Станку Ратковићу из Трњана је продао једно кандило. Ствари из цркве у Клокочевику су такођер нестале, тако да је музејска комисија из обје цркве успјела да преузме и пронђе као вриједност само једну старинску икону на дрвету.
Православну цркву у Тењи је по наређењу овог уреда за рушење, рушио пилар Јосип Салихер. 4. фебруара 1942. је из те цркве преузео око 200 предмета, ради отпреме у Загреб. У загребачки музеј предмети нису никада стигли.
У Грижановићевој пуномоћи је писало: Моле се установе да му у томе погледу изађу у сусрет. Не зна се да ли је брзом укидању уреда био разлог оснивање Хрватске православне цркве. По директиви овог уреда су, поред осталих, срушени храмови у Илоку, Осијеку, Ердуту, Тењи, Чепину, Броду на Сави, Трњанима, Клокочевику, Топољу, Кобашу, Слатнику, Новој Градишци, Славонској Пожеги. Рад уреда је обустављен априла 1942. На челу уреда је био др Дујмовић, потпуковник и зубни љекар из Загреба. Сарадници уреда , који су вршили рушење, били су и ови: Иван Ковачић и Јпсип Краљ - за цркву у Илоку, Ђуро Грижановић - за рушење цркве у Новом Топољу, Јосип Селихер, за рушење цркве у Тењи и Никола Мужевић из Загреба, за покушај рушења цркве у Руми.